# Disperis ciliata
Disperis ciliata là một loài thực vật có hoa trong họ Lan. Loài này được Bosser mô tả khoa học đầu tiên năm 2002.